# Swiatoj Nos
Swiatoj Nos (ros. Святой Нос, bur. Хилмэн-Хушун) – półwysep wysunięty w głąb jeziora Bajkał, położony w środkowej części wschodniego brzegu jeziora. Od zachodu wcinają się między półwysep a Przesmyk Cziwyrkujski dwie zatoki: Bagruzińska na południu i Cziwyrkujska na północy. Swiatoj Nos ma 53 km długości i ok. 20 szerokości, zajmuje powierzchnię 596 km². W całości wchodzi w skład Buriacji. Połączenie ze stałym lądem stanowi Przesmyk Cziwyrkujski, stosunkowo wąski i bagnisty, na którym leży jezioro Arangatuj. Sam półwysep to zatopiony w jeziorze fragment grzbietu Gór Barguzińskich. Poza skałami występują na nim lasy, a także piaszczyste plaże. Największą miejscowością półwyspu jest wioska rybaków i myśliwych Kurbylik.